# David Planell
David Planell (Madrid, 7 de desembre de 1967) és un guionista i director de cinema espanyol de dilatada experiència. En el món de la pantalla petita ha participat com a guionista en sèries de televisió com Hospital Central i El comisario.
Quant a la seva contribució com a director, a més de diversos curtmetratges (Carisma, Ponys, etc.), també ha dirigit el seu primer llargmetratge —La vergüenza, protagonitzat per Alberto San Juan i Natalia Mateo—, que ha estat guardonat en diversos certàmens. El seu curtmetratge Subir y bajar (2007) va ser utilitzat per la Fundación Mujeres en la seva campanya en contra de la violència contra les dones.
A més de la seva pròpia carrera com a autor, David Planell també participa habitualment com a professor en conferències i tallers en els quals transmet els seus coneixements en diferents museus, centres d'art, etc. En l'actualitat és professor de la Escuela de guion Pacífico Arxivat 2023-12-03 a Wayback Machine..

## Curtmetratges
- 2004 Carisma
- 2005 Ponys
- 2006 Banal
- 2007 Subir y bajar

## Llargmetratges

### Direcció
- 2008 La vergüenza

### Guionista
- 2006 Siete mesas de billar francés
- 2004 Héctor
- 2002 La guerrilla de la memoria
- 1994 Los hombres siempre mienten, coescrita amb Fernando León de Aranoa.

## Guionista de televisió
- Mir, Videomedia.
- Diario de una abuela de verano, Rodar y Rodar.
- Lobos, Videomedia.
- Hospital Central, Videomedia.
- El comisario, Bocaboca.
- Todos los hombres sois iguales, Bocaboca.
- La casa de los líos, Cartel.
- A las once en casa, Starline.

## Premis i reconeixements
Medalles del Cercle d'Escriptors Cinematogràfics
| Any  | Categoria            | Pel·lícula   | Resultat  |
| ---- | -------------------- | ------------ | --------- |
| 2004 | Millor guió original | Héctor       | Guanyador |
| 2009 | Millor guió original | La vergüenza | Guanyador |

- 2005 Carisma (nominació a Millor curtmetratge als Premis Goya 2005)[4]
- 2009 La vergüenza (Millor pel·lícula en el Festival de Màlaga)